# Takashi Mitsukuri
Takashi Mitsukuri (三栗 崇 (Mitsukuri Takashi?); Toyama, 19 febbraio 1939) è un ex ginnasta giapponese.

## Palmarès

### Olimpiadi
- 2 medaglie:
  - 2 ori (Roma 1960 a squadre; Tokyo 1964 a squadre)

### Mondiali
- 4 medaglie:
  - 2 ori (Praga 1962 a squadre; Dortmund 1966 a squadre)
  - 2 bronzi (Praga 1962 nel cavallo con maniglie; Dortmund 1966 nella sbarra)